# История политических и правовых учений
История политических и правовых учений — научная и учебная дисциплина, рассматривающая закономерности развития политико-правовой теории, концепции права и государства, существовавшие в истории юриспруденции.
Как самостоятельное научное направление, а также учебная дисциплина история политических учений появилась вместе с выходом работы «История политических учений» в 5 томах (выходила с 1869 по 1902 годы) российского учёного-правоведа Бориса Николаевича Чичерина. Чичерин — родоначальник данного направления научных исследований в России; он же считается основоположником российской политической науки в целом.
«Родительской» наукой для истории политических и правовых учений являлась преподававшаяся в XIX веке Энциклопедия права, которая к 20 годам XX века распалась на несколько родственных, но самостоятельных наук: история государства и права, теория государства и права, философия права и история философии права, а также история политических и правовых учений.
Объектом изучения данного направления являются научные взгляды (доктрины) на феномен и природу государства и права за весь исторический период.
Данная дисциплина является составной частью теории государства и права, только обращённой в историю, в отличие от теории государства и права изучающей современное состояние права и государства в научных доктринах.